# Benjamim I de Constantinopla
Benjamin I foi Patriarca Ecumênico de Constantinopla de 1936 a 1946.

## Juventude
Benjamin nasceu como Psomas no domingo, 18 de janeiro de 1871, em Adramyttio, Império Otomano. De 1889 a 1896, ele estudou no seminário Halki.

## Carreira
Em 1912 foi nomeado Metropolita de Rodes, em 1914 foi nomeado Metropolita de Silybria, sendo posteriormente transferido para a Metrópole de Filipópolis, mas ficou impossibilitado de exercer as suas funções devido à eclosão da Primeira Guerra Mundial. 
Em 18 de janeiro de 1936, o Santo Sínodo votou para elevar Benjamin de bispo metropolitano a Patriarca Ecumênico de Constantinopla após a morte de Photius II.
Benjamin morreu em Istambul em 17 de fevereiro de 1946, depois de sofrer de bronquite e foi sucedido por Maximus V. Na convenção nacional da Arquidiocese Ortodoxa Grega da América de 1946, dois minutos de silêncio foram dados em homenagem a Benjamin e um delegado do Papa Pio XII compareceu ao seu funeral.